# ریپهام، نورفک
latitudeریپهام، نورفکlongitudeریپهام، نورفک
ریپهام، نورفک (به انگلیسی: Reepham, Norfolk) یک شهرک در بریتانیا است که در انگلستان واقع شده‌است.

## خصوصیات
ریپهام ۱۹٫۰۹ کیلومترمربع مساحت و ۲٬۴۵۵ نفر جمعیت دارد.